# 第503独立海兵大隊 (ウクライナ海兵隊)
第503独立海兵大隊（だい503どくりつかいへいだいたい、ウクライナ語: 503-й окремий батальйон морської піхоти）は、ウクライナ海兵隊の大隊。第38独立海兵旅団隷下。

## 概要

### ドンバス戦争
2017年6月14日、ドンバス戦争の影響に伴い、ウクライナ海軍第36独立海軍歩兵旅団隷下の第1大隊を基幹に、ドネツィク州マリウポリで創設された。
2017年11月16日、ペトロ・ポロシェンコ大統領から、軍旗を授与された。

### ロシアのウクライナ侵攻
2021年8月から、ドンバス戦争で東部ドネツィク州ドネツィク近郊に配備されていたため、2022年のロシアのウクライナ侵攻では、そのまま開戦を迎えた。

#### 東部・マリウポリ戦線
2022年3月上旬、東部ドネツィク州ヴォルノヴァーハに配備され、ロシア軍に包囲された第53独立機械化旅団を救出したが、パウロー・スビトフ大隊長が戦死し、3月中旬にヴォルノヴァーハは陥落した。
2022年4月4日、東部ドネツィク州マリウポリに撤退した第503独立海軍歩兵大隊が壊滅し、兵士267人が降伏し捕虜になったとロシア側が発表した。しかし、部隊はこれを否定し、証拠として公開された映像が検証された結果、降伏したのは第501独立海軍歩兵大隊だったことが判明した。
2022年6月3日、ウォロディミル・ゼレンスキー大統領から、勇気と勇敢さに対する栄誉賞を授与された。

#### 東部・南ドネツク戦線
2022年8月下旬、国境警備隊との合同部隊が編成され、第21独立自動車化歩兵大隊の援軍で東部ドネツィク州ポクロウシク地区ピスキーに配備されたが、9月にピスキーは陥落した。
2023年2月、新編された第38独立海軍歩兵旅団隷下に転属した。
2023年3月、東部ドネツィク州ポクロウシク地区アウディーイウカに配備されている。

## 編制
- 大隊本部（マリウポリ）
- 第1中隊
- 第2中隊
- 空中強襲中隊
- 迫撃砲中隊
- 対戦車小隊
- 防空小隊
- 偵察小隊
- 工兵小隊
- 補給小隊
- 通信小隊
- 衛生班